# Alexandre Deschapelles
Cet article utilise la notation algébrique pour décrire des coups du jeu d'échecs.
Alexandre-Louis-Honoré Lebreton-Deschapelles (7 mars 1780 à Ville-d'Avray, France - 27 octobre 1847 à Paris) est un soldat de la Révolution et de l'Empire  et le deuxième maître d'échecs français après Philidor. Il est durant une période le meilleur joueur au monde.

## Période révolutionnaire: l'adjoint aux commissaires des guerres
Fils d'un officier de la maison du Roi, il étudie d'abord l'art de guerre. Un de ses frères est fusillé en l'an II pour, désertant du 11e bataillon de Seine-et-Oise, être passé aux chouans. A la fermeture de l'École de Brienne, il est soldat de l'An II et atteint le grade d'adjoint aux commissaires des guerres - et non pas celui de général des Cent Jours comme il l'a fait croire. Il est blessé à la bataille d'Ettlingen le 9 juillet 1796, perdant la main droite, sabrée par un dragon autrichien.

## Maître d'échecs
Après la chute de Napoléon, en 1815, il se consacre aux échecs (jeu qu'il avait appris, à l'en croire, en seulement quatre jours), au jeu de Whist (un ancêtre du Bridge), au Backgammon ainsi qu'au billard.
Bientôt Deschapelles devient un des joueurs les plus forts du Café de la Régence. Il est réputé jouer des parties où il donne un avantage. S'il perd, il a l'habitude d'augmenter l'avantage et l'enjeu, ce à quoi ses adversaires ne se risquent pas toujours. Il n'est en aucune manière théoricien, ne lit jamais de livres d'échecs et, contrairement à Philidor, n'en a jamais rédigé non plus. Il ne brille pas par sa connaissance des ouvertures, réfléchissant souvent longtemps lors de ses premiers coups.
Sous la Monarchie de Juillet, il combat le gouvernement et sa Loi du Peuple paraît en 1848. Après l'insurrection des 5, 6 et 7 juin 1832, il est arrêté. Respectivement beau-frère et oncle par alliance des écuyers O'Héguerty de la cour de Charles X en exil, il avait lancé une insurrection républicaine pour la faire tourner, après une période de désordres, à l'avantage de la branche aînée des Bourbons.
Dès la Restauration Deschapelles avait laissé le sceptre à son élève La Bourdonnais, se retirant des échecs et se consacrant avec autant de succès au whist et à la culture des fruits et des légumes, donnant des dîners évoqués jusque dans le document Taschereau en 1848. En 1842, il avait encore gagné un match d’échecs contre Saint-Amant par +3-2=0.

## Un exemple de partie
Cochrane-Deschapelles, Paris, 1821
Dans cette partie, dite à avantage, Deschapelles joue sans le pion f7 et accorde à son adversaire le droit de jouer deux coups initiaux au lieu d'un seul (désavantage dit du pion et du trait).
1. e4 (-) 2. d4 e6 3. f4 d5 4. e5 c5 5. c3 Cc6 6. Cf3 cxd4 7. cxd4 Db6 8. Cc3 Fd7 9. a3 Ch6 10. h3 Cf5 11. Ce2 Fe7 12. g4 Fh4+ 13. Cxh4 Cxh4 14.Rf2 0-0 15. Rg3 Cg6 16. b4 a5! 17. Fd2 axb4 18. Fxb4? (18. axb4) 18...Cxb4 19. axb4 Dxb4 20. Tb1 Ta3+ 21. Rh2 De7 22. Txb7 Dh4 23. Txd7? Df2+ 24. Fg2 Txh3+! 25. Rxh3 Dh4 mat 0-1.

### Sources
- Baudrier (Pierre).- Insurgés et forces de l’ordre en 1832. Alexandre Deschapelles et Robert Richard O’Reilly, Bulletin de l’Association d’Histoire et d’Archéologie du XXe arrondissement de Paris, Numéro 50, 4e trimestre 2011, pp. 7–27
- Bouchet (Thomas).- Les barricades des 5-6 juin 1832 In Histoire des mouvements sociaux en France de 1814 à nos jours ; ss la dir. de Michel Pigenet et Danielle Tartakowsky.- Paris : La Découverte, 2012, pp. 113–120.  (ISBN 978-2-7071-6985-3)
- Tardy (Jean-Noël).- Fantasmes du complot et conspirations frénétiques : la conspiration carlo-républicaine (1831-1832) in ejusdem L’Âge des ombres : Conspiration et conspirateurs à l'âge romantique, de la Restauration à la chute du Second Empire (1820-1870).- Paris : Belles Lettres, 2015, pp. 210–217 (de 671)  (ISBN 978-2-251-44539-7)